# Amédée Dubois
Amédée Dubois (Tournai, 17 de juliol del 1818 - Tournai, 1 d'octubre del 1865) fou un violinista belga.
De primer, estudià amb el violinista Charles Moreau, director del conservatori de Tournai, i el 1835 aconseguí en el Conservatori de Brussel·les el primer premi de violí. S'establí a París, on es donà conèixer en diferents concerts, amb molt d'èxit, i fou contractat per a l'orquestra del Casino Paganini (inaugurat el 1837, només sobrevisqué uns mesos abans de fer fallida). El 1851 donà concerts en diverses poblacions d'Països Baixos, cosa que motivà que el rei li atorgués una condecoració, i el 1852 es reinstal·là a Tournai per dirigir l'Escola comunal de música de la població. Romangué fins a la mort en el càrrec de director.
Va compondre algunes composicions per al violí, que s'editaren a París.

## Obres
- Cantate en l'honneur de la Princesse d'Epinoi, lletra d'Adolphe Leray
- Elégie pour violon avec accompagnement de piano, œuvre 6
- Fantaisie pour violon avec accompagnement... de piano, œuvre 9 (1863)
- Morceau de concert pour violon avec accompagnement de piano, œuvre 5 (1855)
- Récitatif. Introduction et tarentelle pour violon avec accomp.t des piano, œuvre 7 (1858)
- Souvenirs d'Auvergne, scène fantaisie pour violon avec accompagnement d'orchestre ou de piano, œuvre 8